# Chrysostomos Youhanna Ghassali
Chryzostom (imię świeckie Youhanna Ghassali) – duchowny Syryjskiego Kościoła Ortodoksyjnego, od 2013 biskup Argentyny. Sakrę biskupią otrzymał 28 lutego 2013.